# Leigh Ingham
Leigh Ingham est une personnalité politique britannique. Elle est députée pour la circonscription de Stafford depuis 2024.

## Biographie
Leigh Ingham est élue conseillère travailliste du Sud du Gloucestershire pour la paroisse de Kingswood entre 2023 et 2024. Pendant son mandat, elle est membre du cabinet pour les communautés et cheffe adjointe du groupe travailliste.
En 2024, Leigh Ingham est élue députée pour la circonscription de Stafford. Elle annule la majorité de 14 377 voix jusque-là détenue par la sortante conservateur Theo Clarke,.